# Ель-Фунгур
Ель-Фунгу́р — бухта, розташована в північній частині Червоного моря. Розташована в межах Саудівської Аравії. Відділена від моря вузькою піщаною косою.
| Саудівська Аравія | Це незавершена стаття з географії Саудівської Аравії. Ви можете допомогти проєкту, виправивши або дописавши її. |